# Marcelino Vargas
Pour les articles homonymes, voir Vargas.
Marcelino Vargas (né en 1921 et mort à une date inconnue) était un joueur de football paraguayen.

## Biographie

### Club
Vargas évolue d'abord dans le club du Libertad Asunción avec qui en 1945, il remporte la Primera división paraguaya.
En 1951, Vargas rejoint la Colombie et le club du Deportivo Pereira.

### Sélection
Il prend part à la coupe du monde 1950 au Brésil avec l'équipe du Paraguay qui s'arrête aux phases de groupes, ainsi qu'à la Copa América 1955.